# دينو فيراري
دينو فيراري (بالإيطالية: Dino Ferrari)‏ هو رسام ومهندس إيطالي، ولد في 29 مايو 1914 في أسكولي بيتشينو في إيطاليا، وتوفي بنفس المكان في 15 سبتمبر 2000.

## وصلات خارجية
- الموقع الرسمي